# Mujejärvi
Mujejärvi ou Muujärvi (en carélien : Mujejärvi, en finnois : Mujejärvi, en russe : Муезе́рский, Mujezerski) est une commune urbaine et le centre administratif du raïon de Mujejärvi en république de Carélie.

## Géographie
Mujejärvi est situé sur la rive nord de la rivière Muujoki, à 375 kilomètres au nord-ouest de Petrozavodsk,.
La municipalité de Mujejärvi couvre une superficie de 1 316 kilomètres carrés.
Elle est bordée au nord par les communes de Lietmajärvi dans le raïon de Mujejärvi, à l'est par Rukajärvi, au sud par les communes de Voloma et à l'ouest par Repola et au sud-est par le raïon de Karhumäki.
Dans la commune, coule la rivière Muujoki (Mujezerka), qui prend sa source au lac Hietajärvi (Hedo) et traverse Muujärvi (Mui), s'écoulant dans la rivière Tširkkakemijoki.

## Démographie
Recensements (*) ou estimations de la population
| 1970  | 1979  | 1989  | 2002  | 2010  | 2014  |
| ----- | ----- | ----- | ----- | ----- | ----- |
| 2 773 | 3 826 | 4 400 | 4 007 | 3 328 | 3 034 |

| 2016  | 2020  | 2022  | 2023  | - | - |
| ----- | ----- | ----- | ----- | - | - |
| 2 926 | 2 726 | 2 604 | 2 507 | - | - |

## Histoire
Dans l'Empire russe, le territoire appartenait à la municipalité de Repola dans le gouvernorat d'Aunus.
Muujärvi, situé sur les rives du lac du même nom, était un relais de poste sur la route entre Lieksa et Rukajärvi au XIXe siècle.
En 1850 la localité comptait 53 habitants, en 1904 elle en comptait 95.
En 1850, le village comptait 53 habitants, en 1904 il y avait 95 habitants.
Après la révolution russe et l'indépendance de la Finlande en 1918-1920, Repola rejoignit brièvement la Finlande avant le traité de Tartu. Durant la guerre de Continuation entre 1941 et 1944, la région fut occupée par la Finlande. Le village de Muujärvi a été détruit pendant la guerre.
L'agglomération actuelle a été fondée en 1963. En 1965, elle a reçu le statut d'agglomération urbaine et l'année suivante elle est devenue le centre du raïon.

## Transports
Mujejärvi est desservi par les autoroutes A134, M18, 86K-7 et 86K-7.
Il existe des lignes de bus de Taajama à Repola, Kiimavaara et Lentiera ainsi que Tiiksi, Rukajärvi et Ontajärvi.
Le chemin de fer entre Suojärvi et Jyskyjärvi (gare de Muujoki, russe : Mujezerka) traverse la localité, à partir de laquelle la ligne bifurque via Kostamus jusqu'en Finlande. 
L'aéroport le plus proche est l'aéroport de Petrozavodsk.